# Дом с привидениями (фильм, 1921)
«Дом с привидениями» (англ. The Haunted House) — американская немая кинокомедия Бастера Китона 1921 года.

## Сюжет
Китон играет кассира в банке. Без его ведома, управляющий банком и его банда планируют осуществить ограбление и спрятаться в доме, который они установили разными ловушками и эффектами, чтобы  появились привидения. После того, как в тот день произошел несчастный случай, когда Китон получил договор по всем деньгам, он почти разорил ограбление банды, но когда владелец банка входит и видит Китона, вооруженного пистолетом, он предполагает, что именно он пытался ограбить его. Китон бежит и находит убежище в старом доме; однако труппа актеров из театра также находится в доме и одета в свои костюмы (призраки, скелеты, и т. д. ), заставляя Китона и банду грабителей верить, что дом на самом деле часто посещается. После того, как Китон много раз встречался с «призраками» и где еть много ловушек в доме, он обнаруживает мошенничество, и менеджер оказывается за грабежом. Как менеджер собирается забрать, он бьет Китона по голове и выбивает его из колеи, прежде чем сбежать. Затем мы видим, как Китона разбудили два ангела у подножия большой лестницы, к которой он поднимается до небеса. Он спрашивает Святого Петра быть впустимым, но отказано и отправлено его в ад. Тем не менее, все это раскрывается как последовательность снов, так как Китон приходит в себя в доме.

## В ролях
- Бастер Китон — банковский кларк
- Вирджиния Фокс — дочь начальника банка
- Джо Робертс — начальник банка
- Эдвард Ф. Клайн — клиент банка
- Дороти Кассиль — кокетливая банковская клиентка
- Натали Толмадж — женщина, потерявшая сознание в банке